# 77.ª Escuadra de Bombardeo en Picado
La 77ª Escuadra de Bombardeo en Picado (Sturz-Kampf-Geschwader. 77 o Stuka-Geschwader. 77) fue una unidad de la Luftwaffe durante la Segunda Guerra Mundial.

## Historia
Fue formada el 1 de mayo de 1939 en Breslau-Schöngarten a partir del Grupo de Estado Mayor/165° Escuadra de Bombardeo en Picado. La Escuadra de Estado Mayor existió en febrero de 1941 – mayo de 1943. El 18 de octubre de 1943 como Grupo de Estado Mayor/77° Escuadra de Asalto.

## Comandantes de Grupo
- Coronel Günther Schwartzkopff – (1 de mayo de 1939 – 14 de mayo de 1940)
- Mayor Clemens Graf von Schönborn-Wiesentheid – (15 de mayo de 1940 – 20 de julio de 1942)
- Mayor Alfons Orthofer – (25 de julio de 1942 – 12 de octubre de 1942)
- Mayor Walter Ennecerus – (13 de octubre de 1942 – 20 de febrero de 1943)
- Mayor Helmut Bruck – (20 de febrero de 1943 – 18 de octubre de 1943)

## Grupo de Estado Mayor (Stab)
Fue formada el 1 de mayo de 1939 en Breslau-Schöngarten a partir del Grupo de Estado Mayor/165° Escuadra de Bombardeo en Picado. El 18 de octubre de 1943 como Grupo de Estado Mayor/77° Escuadra de Asalto.

## Bases
| 1 de mayo de 1939 – 31 de agosto de 1939     | Breslau-Schöngarten   | Ju 87B                  |
| 31 de agosto de 1939 – septiembre de 1939    | Neudorf               | Ju 87B                  |
| septiembre de 1939 – 11 de mayo de 1940      | Colonia-Butzveilerhof | Ju 87B y Dornier Do 17  |
| 11 de mayo de 1940 – 16 de mayo de 1940      | Aquisgrán             | Ju 87B y Dornier Do 17  |
| 16 de mayo de 1940 – junio de 1940           | St. Trond y otros     | Ju 87B y Dornier Do 17  |
| junio de 1940                                | Auxerre               | Ju 87B y Dornier Do 17  |
| junio de 1940 – diciembre de 1940            | Brugy                 | Ju 87B y Dornier Do 17  |
| diciembre de 1940 – marzo de 1941            | Toussus-le-Noble      | Ju 87B y Dornier Do 17  |
| 31 de marzo de 1941 – 15 de abril de 1941    | Arad                  | Ju 87B y Bf 109         |
| 15 de abril de 1941 – 19 de abril de 1941    | Bijeljina             | Ju 87B y Bf 109         |
| 19 de abril de 1941 – mayo de 1941           | Belgrado-Semlin       | Ju 87B y Bf 109         |
| Mayo de 1941 – junio de 1941                 | Argos                 | Ju 87B y Bf 109         |
| Junio de 1941 – julio de 1941                | Woskrzenice           | Ju 87B y Bf 110         |
| Julio de 1941 – julio de 1941                | Iași                  | Ju 87B y Bf 110         |
| Julio de 1941 – julio de 1941                | Bălți                 | Ju 87B y Bf 110         |
| julio de 1941 – agosto de 1941               | Bjelaja-Zerkov        | Ju 87B y Bf 110         |
| agosto de 1941 – septiembre de 1941          | Stschastlivaja        | Ju 87B y Bf 110         |
| septiembre de 1941 – diciembre de 1941       | Orel                  | Ju 87B y Bf 110         |
| diciembre de 1941 – abril de 1942            | Stalino               | Ju 87B, Ju 87R y Bf 110 |
| abril de 1942 – 13 de mayo de 1942           | Sarabus-Süd           | Ju 87B, Ju 87R y Bf 110 |
| 13 de mayo de 1942 – 31 de mayo de 1942      | Charkov-Rogan         | Ju 87B, Ju 87R y Bf 110 |
| 31 de mayo de 1942 – 9 de julio de 1942      | Sarabus               | Ju 87B, Ju 87R y Bf 110 |
| 9 de julio de 1942 – 21 de julio de 1942     | Kastornoje            | Ju 87B, Ju 87R y Bf 110 |
| 21 de julio de 1942 – 29 de julio de 1942    | Lakedemonovka         | Ju 87B, Ju 87R y Bf 110 |
| 29 de julio de 1942 – 5 de agosto de 1942    | Rostov                | Ju 87B, Ju 87R y Bf 110 |
| 5 de agosto de 1942 – agosto de 1942         | Bielaja-Glina         | Ju 87B, Ju 87R y Bf 110 |
| agosto de 1942                               | Armavir               | Ju 87B, Ju 87R y Bf 110 |
| agosto de 1942 – septiembre de 1942          | Oblivskaya            | Ju 87B, Ju 87R y Bf 110 |
| septiembre de 1942 – noviembre de 1942       | Beloretschenkaja      | Ju 87B, Ju 87R y Bf 110 |
| noviembre de 1942 – diciembre de 1942        | Kotelnikovo           | Ju 87B, Ju 87R y Bf 110 |
| diciembre de 1942 – 6 de enero de 1943       | Limoviski             | Ju 87B y Bf 110         |
| 6 de enero de 1943                           | Gigant/Ssalsk         | Ju 87B y Bf 110         |
| enero de 1943 – 25 de enero de 1943          | Signat                | Ju 87B y Bf 110         |
| 25 de enero de 1943 – 1 de febrero de 1943   | Rostov-Nord           | Ju 87B y Bf 110         |
| 1 de febrero de 1943 – 9 de febrero de 1943  | Rovenki, Stalino      | Ju 87B y Bf 110         |
| 9 de febrero de 1943 – 20 de febrero de 1943 | Kotelnikovo           | Ju 87B y Bf 110         |
| 20 de febrero de 1943 – marzo de 1943        | Dnepropetrovsk-Süd    | Bf 110                  |
| marzo de 1943 – julio de 1943                | Charkov-Nord          | Ju 87D y Ju 88A         |
| julio de 1943 – 29 de julio de 1943          | Tolokonnoje           | Ju 87D                  |
| 29 de julio de 1943 – 3 de agosto de 1943    | Kirteimkovo-Süd       | Ju 87D                  |
| 3 de agosto de 1943 – 5 de agosto de 1943    | Tolokonnoje           | Ju 87D                  |
| 5 de agosto de 1943 – 10 de agosto de 1943   | Charkov-Nord          | Ju 87D                  |
| 10 de agosto de 1943 – septiembre de 1943    | Poltava               | Ju 87D                  |
| septiembre de 1943 – 18 de octubre de 1943   | Wassilkov             | Ju 87D                  |

## I Grupo
Fue formado el 1 de mayo de 1939 en Brieg a partir del I Grupo/165° Escuadra de Bombardeo en Picado. El 18 de octubre de 1943 como el I Grupo/77° Escuadra de Asalto. 

## Comandantes de Grupo
- Capitán Friedrich-Karl Freiherr von Dalwigk zu Lichtenfels – (1 de mayo de 1939 – 13 de julio de 1940)
- Capitán Meisel – (14 de julio de 1940 – 18 de agosto de 1940)
- Capitán Helmut Bruck – (28 de agosto de 1940 – 19 de febrero de 1943)
- Mayor Werner Roell – (20 de febrero de 1943 – 18 de octubre de 1943)

Formada el 1 de mayo de 1939 en Brieg a partir del I Grupo/165° Escuadra de Bombardeo en Picado con:
- Grupo de Estado Mayor/I Grupo/77° Escuadra de Bombardeo en Picado desde el Grupo de Estado Mayor/I Grupo/165° Escuadra de Bombardeo en Picado
- 1° Escuadra/77° Escuadra de Bombardeo en Picado desde la 1° Escuadra/165° Escuadra de Bombardeo en Picado
- 2° Escuadra/77° Escuadra de Bombardeo en Picado desde la 2° Escuadra/165° Escuadra de Bombardeo en Picado
- 3° Escuadra/77° Escuadra de Bombardeo en Picado desde la 3° Escuadra/165° Escuadra de Bombardeo en Picado

El 1 de julio de 1940 la 3° Escuadra/77° Escuadra de Bombardeo en Picado como la 2° Escuadra/210° Grupo de Testeo Operacional, y fue reformada.
El 18 de octubre de 1943 como el I Grupo/77° Escuadra de Asalto:
- Grupo de Estado Mayor/I Grupo/77° Escuadra de Bombardeo en Picado como el Grupo de Estado Mayor/I Grupo/77° Escuadra de Asalto
- 1° Escuadra/77° Escuadra de Bombardeo en Picado como la 1° Escuadra/77° Escuadra de Asalto
- 2° Escuadra/77° Escuadra de Bombardeo en Picado como la 2° Escuadra/77° Escuadra de Asalto
- 3° Escuadra/77° Escuadra de Bombardeo en Picado como la 3° Escuadra/77° Escuadra de Asalto

## Bases
| 1 de mayo de 1939 – 31 de agosto de 1939            | Brieg                 | Ju 87B                  |
| 31 de agosto de 1939 – 8 de septiembre de 1939      | Neudorf               | Ju 87B                  |
| 8 de septiembre de 1939 – septiembre de 1939        | Tschenstochau         | Ju 87B                  |
| septiembre de 1939 – 11 de mayo de 1940             | Colonia-Butzveilerhof | Ju 87B                  |
| 11 de mayo de 1940 – 16 de mayo de 1940             | Aquisgrán             | Ju 87B                  |
| 16 de mayo de 1940 – 19 de mayo de 1940             | St. Trond             | Ju 87B                  |
| 19 de mayo de 1940 – 5 de junio de 1940             | Rocroi                | Ju 87B                  |
| 5 de junio de 1940 – 7 de junio de 1940             | Crupilby              | Ju 87B                  |
| 7 de junio de 1940 – 9 de junio de 1940             | Noyon                 | Ju 87B                  |
| 9 de junio de 1940 – 11 de junio de 1940            | Contescourt           | Ju 87B                  |
| 11 de junio de 1940 – 14 de junio de 1940           | Maast                 | Ju 87B                  |
| 14 de junio de 1940 – 18 de junio de 1940           | Courgivause           | Ju 87B                  |
| 18 de junio de 1940 – junio de 1940                 | Auxerre               | Ju 87B                  |
| junio de 1940 – 31 de marzo de 1941                 | Maltot                | Ju 87B                  |
| 31 de marzo de 1941 – 15 de abril de 1941           | Arad                  | Ju 87B                  |
| 15 de abril de 1941 – 19 de abril de 1941           | Bijeljina             | Ju 87B                  |
| 19 de abril de 1941 – mayo de 1941                  | Belgrado-Semlin       | Ju 87B                  |
| mayo de 1941 – 4 de junio de 1941                   | Gygea                 | Ju 87B                  |
| 4 de junio de 1941 – 19 de junio de 1941            | Sprottau              | Ju 87B                  |
| 19 de junio de 1941 – 20 de junio de 1941           | Deblin                | Ju 87B                  |
| 20 de junio de 1941 – 3 de julio de 1941            | Biala Podlaska        | Ju 87B                  |
| 3 de julio de 1941 – 4 de julio de 1941             | Bucarest-Pipera       | Ju 87B                  |
| 4 de julio de 1941 – 6 de julio de 1941             | Tudora                | Ju 87B                  |
| 6 de julio de 1941 – 17 de julio de 1941            | Iași                  | Ju 87B                  |
| julio de 1941                                       | Bălți                 | Ju 87B                  |
| julio de 1941 – agosto de 1941                      | Bjelaja-Zerkov        | Ju 87B                  |
| agosto de 1941 – septiembre de 1941                 | Stschastlivaja        | Ju 87B                  |
| septiembre de 1941 – octubre de 1941                | Orel                  | Ju 87B                  |
| octubre de 1941 – noviembre de 1941                 | Spat                  | Ju 87B y Ju 87R         |
| noviembre de 1941 – marzo de 1942                   | Charkov               | Ju 87B y Ju 87R         |
| marzo de 1942 – abril de 1942                       | Boblingen             | Ju 87B, Ju 87R y Ju 87D |
| abril de 1942 – 13 de mayo de 1942                  | Sarabus-Süd           | Ju 87B, Ju 87R y Ju 87D |
| 13 de mayo de 1942 – 31 de mayo de 1942             | Charkov-Rogan         | Ju 87B, Ju 87R y Ju 87D |
| 31 de mayo de 1942 – 9 de julio de 1942             | Sarabus               | Ju 87B, Ju 87R y Ju 87D |
| 9 de julio de 1942 – 21 de julio de 1942            | Chazepetovka          | Ju 87D                  |
| 21 de julio de 1942 – 29 de julio de 1942           | Lakedemonovka         | Ju 87D                  |
| 29 de julio de 1942 – 5 de agosto de 1942           | Rostov                | Ju 87D                  |
| 5 de agosto de 1942 – agosto de 1942                | Bielaja-Glina         | Ju 87D                  |
| agosto de 1942 – 20 de agosto de 1942               | Melitopol, Kerch      | Ju 87D                  |
| 20 de agosto de 1942 – 26 de agosto de 1942         | Oblivskaya            | Ju 87D                  |
| 26 de agosto de 1942 – 8 de octubre de 1942         | Breslau-Schöngarten   | Ju 87D                  |
| 8 de octubre de 1942 – octubre de 1942              | Beloretschenkaja      | Ju 87D                  |
| octubre de 1942 – diciembre de 1942                 | Karpovka              | Ju 87D                  |
| diciembre de 1942 – 6 de enero de 1943              | Limoviski             | Ju 87D                  |
| 6 de enero de 1943 – enero de 1943                  | Gigant/Ssalsk         | Ju 87D                  |
| enero de 1943 – 25 de enero de 1943                 | Signat                | Ju 87D                  |
| 25 de enero de 1943 – 1 de febrero de 1943          | Rostov-Nord           | Ju 87D                  |
| 1 de febrero de 1943 – 9 de febrero de 1943         | Rovenki, Stalino      | Ju 87D                  |
| 9 de febrero de 1943 – 20 de febrero de 1943        | Kotelnikovo           | Ju 87D                  |
| 20 de febrero de 1943 – marzo de 1943               | Dnepropetrovsk        | Ju 87D                  |
| marzo de 1943 – julio de 1943                       | Charkov-Nord          | Ju 87D                  |
| julio de 1943 – 29 de julio de 1943                 | Tolokonnoje           | Ju 87D                  |
| 29 de julio de 1943 – 3 de agosto de 1943           | Kirteimkovo-Süd       | Ju 87D                  |
| 3 de agosto de 1943 – 5 de agosto de 1943           | Tolokonnoje           | Ju 87D                  |
| 5 de agosto de 1943 – 10 de agosto de 1943          | Charkov-Nord          | Ju 87D                  |
| 10 de agosto de 1943 – 30 de agosto de 1943         | Poltava               | Ju 87D                  |
| 30 de agosto de 1943 – 10 de septiembre de 1943     | Krima                 | Ju 87D                  |
| 10 de septiembre de 1943 – 16 de septiembre de 1943 | Poltava               | Ju 87D                  |
| 16 de septiembre de 1943 – 30 de septiembre de 1943 | Wassilkov             | Ju 87D                  |
| 30 de septiembre de 1943 – 12 de octubre de 1943    | Beresovka             | Ju 87D                  |
| 12 de octubre de 1943 – 16 de octubre de 1943       | Wassilkov             | Ju 87D                  |
| 16 de octubre de 1943 – 18 de octubre de 1943       | Lemberg               | Ju 87D                  |

## II Grupo
Fue formado el 1 de mayo de 1939 en Breslau-Schöngarten a partir del II Grupo/165° Escuadra de Bombardeo en Picado. El 18 de octubre de 1943 como el III Grupo/10° Escuadra de Asalto. 

## Comandantes de Grupo
- Capitán Clemens Graf von Schönborn-Wiesentheid – (1 de mayo de 1939 – 15 de mayo de 1940)
- Capitán Waldemar Plewig – (15 de mayo de 1940 – 8 de agosto de 1940)
- Mayor Kurt Huhn – (1 de julio de 1942 – 1 de abril de 1943)
- Capitán Helmut Leicht – (1 de abril de 1943 – 18 de octubre de 1943)

Formada el 1 de mayo de 1939 en Breslau-Schöngarten desde el II Grupo/165° Escuadra de Bombardeo en Picado con:
- Grupo de Estado Mayor/II Grupo/77° Escuadra de Bombardeo en Picado desde el Grupo de Estado Mayor/II Grupo/165° Escuadra de Bombardeo en Picado
- 4° Escuadra/77° Escuadra de Bombardeo en Picado desde la 4° Escuadra/165° Escuadra de Bombardeo en Picado
- 5° Escuadra/77° Escuadra de Bombardeo en Picado desde la 5° Escuadra/165° Escuadra de Bombardeo en Picado
- 6° Escuadra/77° Escuadra de Bombardeo en Picado desde la 6° Escuadra/165° Escuadra de Bombardeo en Picado

El 18 de octubre de 1943 como el III Grupo/10° Escuadra de Asalto:
- Grupo de Estado Mayor/II Grupo/77° Escuadra de Bombardeo en Picado como el Grupo de Estado Mayor/III Grupo/10° Escuadra de Asalto
- 4° Escuadra/77° Escuadra de Bombardeo en Picado como la 7° Escuadra/10° Escuadra de Asalto
- 5° Escuadra/77° Escuadra de Bombardeo en Picado como la 8° Escuadra/10° Escuadra de Asalto
- 6° Escuadra/77° Escuadra de Bombardeo en Picado como la 9° Escuadra/10° Escuadra de Asalto

## Bases
| 1 de mayo de 1939 – 31 de agosto de 1939       | Breslau-Schöngarten   | Ju 87B                  |
| 31 de agosto de 1939 – 8 de septiembre de 1939 | Neudorf               | Ju 87B                  |
| 8 de septiembre de 1939 – septiembre de 1939   | Tschenstochau         | Ju 87B                  |
| septiembre de 1939 – 11 de mayo de 1940        | Colonia-Butzveilerhof | Ju 87B                  |
| 11 de mayo de 1940 – 16 de mayo de 1940        | Aquisgrán             | Ju 87B                  |
| 16 de mayo de 1940 – junio de 1940             | St. Trond y otros     | Ju 87B                  |
| junio de 1940 – junio de 1940                  | Auxerre               | Ju 87B                  |
| junio de 1940 – diciembre de 1940              | Brugy                 | Ju 87B                  |
| diciembre de 1940 – marzo de 1941              | Toussus-le-Noble      | Ju 87B                  |
| 31 de marzo de 1941 – abril de 1941            | Graz-Thalerhof        | Ju 87B                  |
| abril de 1941 – mayo de 1941                   | Agram                 | Ju 87B                  |
| mayo de 1941 – junio de 1941                   | Argos                 | Ju 87B                  |
| junio de 1941 – julio de 1941                  | Woskrzenice           | Ju 87B                  |
| julio de 1941                                  | Iași                  | Ju 87B                  |
| julio de 1941                                  | Bălți                 | Ju 87B                  |
| julio de 1941 – agosto de 1941                 | Bjelaja-Zerkov        | Ju 87B                  |
| agosto de 1941 – septiembre de 1941            | Stschastlivaja        | Ju 87B                  |
| septiembre de 1941 – diciembre de 1941         | Orel                  | Ju 87B                  |
| diciembre de 1941 – abril de 1942              | Stalino               | Ju 87B y Ju 88R         |
| abril de 1942 – 13 de mayo de 1942             | Sarabus-Süd           | Ju 87B y Ju 88R         |
| 13 de mayo de 1942 – 31 de mayo de 1942        | Charkov-Rogan         | Ju 87B y Ju 88R         |
| 31 de mayo de 1942 – 9 de julio de 1942        | Sarabus               | Ju 87B y Ju 88R         |
| 9 de julio de 1942 – 21 de julio de 1942       | Chazepetovka          | Ju 87B y Ju 88R         |
| 21 de julio de 1942 – 29 de julio de 1942      | Lakedemonovka         | Ju 87B, Ju 87R y Ju 87D |
| 29 de julio de 1942 – 5 de agosto de 1942      | Rostov                | Ju 87B, Ju 87R y Ju 87D |
| 5 de agosto de 1942 – agosto de 1942           | Bielaja-Glina         | Ju 87B, Ju 87R y Ju 87D |
| agosto de 1942                                 | Melitopol, Kerch      | Ju 87B, Ju 87R y Ju 87D |
| agosto de 1942 – septiembre de 1942            | Oblivskaya            | Ju 87B, Ju 87R y Ju 87D |
| septiembre de 1942 – octubre de 1942           | Beloretschenkaja      | Ju 87D                  |
| octubre de 1942 – noviembre de 1942            | Soldatskaja           | Ju 87D                  |
| noviembre de 1942 – diciembre de 1942          | Kotelnikovo           | Ju 87D                  |
| diciembre de 1942 – 6 de enero de 1943         | Limoviski             | Ju 87D                  |
| 6 de enero de 1943 – enero de 1943             | Gigant/Ssalsk         | Ju 87D                  |
| enero de 1943 – 25 de enero de 1943            | Signat                | Ju 87D                  |
| 25 de enero de 1943 – 1 de febrero de 1943     | Rostov-Nord           | Ju 87D                  |
| 1 de febrero de 1943 – 9 de febrero de 1943    | Rovenki, Stalino      | Ju 87D                  |
| 9 de febrero de 1943 – 20 de febrero de 1943   | Kotelnikovo           | Ju 87D                  |
| 20 de febrero de 1943 – marzo de 1943          | Dnepropetrovsk-Süd    | Ju 87D                  |
| marzo de 1943 – julio de 1943                  | Charkov-Nord          | Ju 87D                  |
| julio de 1943 – 29 de julio de 1943            | Tolokonnoje           | Ju 87D                  |
| 29 de julio de 1943 – 3 de agosto de 1943      | Kirteimkovo-Süd       | Ju 87D                  |
| 3 de agosto de 1943 – 5 de agosto de 1943      | Tolokonnoje           | Ju 87D                  |
| 5 de agosto de 1943 – 10 de agosto de 1943     | Charkov-Nord          | Ju 87D                  |
| 10 de agosto de 1943 – septiembre de 1943      | Poltava               | Ju 87D                  |
| septiembre de 1943 – 18 de octubre de 1943     | Wassilkov             | Ju 87D                  |

## III Grupo
Formada el 9 de julio de 1940 en Argentan desde el II Grupo/76° Escuadra de Bombardeo. El 18 de octubre de 1943 como el III Grupo/77° Escuadra de Asalto.

## Comandantes de Grupo
- Capitán Helmut Bode – (9 de julio de 1940 – 25 de agosto de 1942)
- Capitán Georg Jakob – (26 de agosto de 1942 – 1 de diciembre de 1942)
- Capitán Franz Kieslich – (1 de enero de 1943 – 18 de octubre de 1943)

Formada el 9 de julio de 1940 en Argentan desde el II Grupo/76° Escuadra de Bombardeo con:
- Grupo de Estado Mayor/III Grupo/77° Escuadra de Bombardeo en Picado desde el Grupo de Estado Mayor/II Grupo/76° Escuadra de Bombardeo
- 7° Escuadra/77° Escuadra de Bombardeo en Picado desde la 4° Escuadra/76° Escuadra de Bombardeo
- 8° Escuadra/77° Escuadra de Bombardeo en Picado desde la 5° Escuadra/76° Escuadra de Bombardeo
- 9° Escuadra/77° Escuadra de Bombardeo en Picado desde la 6° Escuadra/76° Escuadra de Bombardeo

El 18 de octubre de 1943 como el III Grupo/77° Escuadra de Asalto:
- Grupo de Estado Mayor/III Ggrupo/77° Escuadra de Bombardeo en Picado como el Grupo de Estado Mayor/III Grupo/77° Escuadra de Asalto
- 7° Escuadra/77° Escuadra de Bombardeo en Picado como la 7° Escuadra/77° Escuadra de Asalto
- 8° Escuadra/77° Escuadra de Bombardeo en Picado como la 8° Escuadra/77° Escuadra de Asalto
- 9° Escuadra/77° Escuadra de Bombardeo en Picado como la 9° Escuadra/77° Escuadra de Asalto

## Bases
| julio de 1940 – marzo de 1941              | Argentan        | Ju 87B                  |
| 31 de marzo de 1941 – 15 de abril de 1941  | Arad            | Ju 87B                  |
| 15 de abril de 1941 – 19 de abril de 1941  | Bijeljina       | Ju 87B                  |
| 19 de abril de 1941 – mayo de 1941         | Belgrado-Semlin | Ju 87B                  |
| mayo de 1941 – 4 de junio de 1941          | Argos           | Ju 87B                  |
| junio de 1941 – julio de 1941              | Woskrzenice     | Ju 87B                  |
| julio de 1941                              | Iași            | Ju 87B                  |
| julio de 1941                              | Bălți           | Ju 87B                  |
| julio de 1941 – agosto de 1941             | Bjelaja-Zerkov  | Ju 87B                  |
| agosto de 1941 – septiembre de 1941        | Stschastlivaja  | Ju 87B                  |
| septiembre de 1941 – octubre de 1941       | Miranovka       | Ju 87B                  |
| octubre de 1941                            | Siverskaya      | Ju 87B                  |
| octubre de 1941 – diciembre de 1941        | Spat            | Ju 87B                  |
| diciembre de 1941 – 13 de mayo de 1942     | Sarabus-Süd     | Ju 87B y Ju 87R         |
| 13 de mayo de 1942 – 31 de mayo de 1942    | Charkov-Rogan   | Ju 87B y el Ju 87R      |
| 1 de junio de 1942 – septiembre de 1942    | Gorlovka        | Ju 87B y Ju 87R         |
| septiembre de 1942 – diciembre de 1942     | Witebsk         | Ju 87B y el Ju 87R      |
| diciembre de 1942 – abril de 1943          | Würzburg        | Ju 87B, Ju 87R y Ju 87D |
| abril de 1943 – mayo de 1943               | Kertch          | Ju 87D                  |
| mayo de 1943 – julio de 1943               | Kramatorskaja   | Ju 87D                  |
| julio de 1943 – agosto de 1943             | Dmitrijevka     | Ju 87D                  |
| 10 de agosto de 1943 – septiembre de 1943  | Poltava         | Ju 87D                  |
| septiembre de 1943 – 18 de octubre de 1943 | Kirovogrado     | Ju 87D                  |

## Grupo de Entrenamiento Avanzado
Fue formado en marzo de 1941 en Schweinfurt como Escuadra de Entrenamiento Avanzado/77° Escuadra de Bombardeo en Picado, desde partes de la Escuadra de Entrenamiento Avanzado/VIII Cuerpo Aéreo. En mayo de 1943 como el IV Grupo/151° Escuadra de Bombardeo en Picado.

## Comandantes de Grupo
- Capitán Herbert Pabst – (1 de septiembre de 1941 – 31 de julio de 1942)
- Capitán Alexander Gläser – (abril de 1943 – 16 de mayo de 1943)

En enero de 1943 es incrementado a Grupo, ahora con:
- Grupo de Estado Mayor/77° Escuadra de Bombardeo en Picado del Grupo de Entrenamiento Avanzado
- 1° Escuadra/77° Escuadra de Bombardeo en Picado del Grupo de Entrenamiento Avanzado
- 2° Escuadra/77° Escuadra de Bombardeo en Picado del Grupo de Entrenamiento Avanzado

En mayo de 1943 como el IV Grupo/151° Escuadra de Bombardeo en Picado:
- Grupo de Estado Mayor/77° Escuadra de Bombardeo en Picado del Grupo de Entrenamiento Avanzado como el Grupo de Estado Mayor/IV Grupo/151° Escuadra de Bombardeo en Picado
- 1° Escuadra/77° Escuadra de Bombardeo en Picado del Grupo de Entrenamiento Avanzado como la 7° Escuadra/151° Escuadra de Bombardeo en Picado
- 2° Escuadra/77° Escuadra de Bombardeo en Picado del Grupo de Entrenamiento Avanzado como la 8° Escuadra/151° Escuadra de Bombardeo en Picado

## Bases
| Marzo de 1941 – 24 de junio de 1942 | Schweinfurt   | Ju 87B y Ju 87R         |
| 25 de junio de 1942 – enero de 1943 | Sarabus       | Ju 87B, Ju 87R y Ju 87D |
| enero de 1943                       | Nikolayev-Ost | Ju 87B, Ju 87R y Ju 87D |
| enero de 1943 – 16 de mayo de 1943  | Wertheim      | Ju 87B, Ju 87R y Ju 87D |

## Batallón de Entrenamiento de Planeador de Transporte
Fue formado el 9 de marzo de 1943 en Wertheim con Ju 87 y los planeadores DFS 230. El 22 de mayo de 1943 como Escuadra de Planeadores de Entrenamiento para Asociaciones Stuka (junto con el Comando de Planeadores de Entrenamiento/1° Escuadra de Bombardeo en Picado.

## Bases
| marzo de 1943 – mayo de 1943 | Wertheim | Ju 87 y DFS 230 |